# Карагаський сільський округ (Чингірлауський район)
Карага́ський сільський округ (каз. Қараағаш ауылдық округі, рос. Карагашский сельский округ) — адміністративна одиниця у складі Чингірлауського району Західноказахстанської області Казахстану. Адміністративний центр — село Карагаш.
Населення — 558 осіб (2021; 1225 у 2009, 1938 у 1999, 2195 у 1989).
Станом на 1989 рік існувала Карагаська сільська рада (села Аксуат, Акчі, Каїнди, Каракала, Новопетровка). 2006 року ліквідовано село Акчі.

## Склад
До складу округу входять такі населені пункти:
| Населений пункт | Старі назви                 | Населення, осіб (1989) | Населення, осіб (1999) | Населення, осіб (2009) | Населення, осіб (2021) |
| --------------- | --------------------------- | ---------------------- | ---------------------- | ---------------------- | ---------------------- |
| Аксуат, село    | -                           | 311                    | 319                    | 289                    | 182                    |
| Акчі, село      | -                           | 139                    | 95                     | -                      | -                      |
| Карагаш, село   | Новопетровка, Ново-Петровка | 1113                   | 979                    | 628                    | 256                    |
| Кайинди, село   | Каїнди                      | 435                    | 403                    | 264                    | 113                    |
| Каргали, село   | Каракала, Каргала           | 197                    | 142                    | 44                     | 7                      |